# 九二一地震國家紀念地
九二一地震國家紀念地，由中華民國行政院九二一震災災後重建推動委員會指定。原有候選地點十七處，經研議先後除名六處和七處，僅保留下列四處：
- 臺中市
  - 九二一地震教育園區：臺中市霧峰區原臺中縣立光復國民中學舊校址。

- 南投縣
  - 九九峰：位於南投縣草屯鎮與臺中市交界的九九峰自然保留區內。
  - 九份二山國家地震紀念地：南投縣國姓鄉南港村境內的九份二山。

- 雲林縣
  - 草嶺地質公園：雲林縣古坑鄉草嶺風景區境內。